# 交点数 (代数幾何学)
代数幾何学では、交点数(intersection number)とは、直感的な 2つの曲線の交わる数という考えを、高次元へで（2つ以上の）交叉する曲線や、接する場合も適切に数え上げる考えたものである。ベズーの定理のような結果を記述するために、交点数の定義を正確に定義する必要がある。
x-軸と y-軸のような場合には、交点数は明らかに 1 である。一点で接している場合や、正の次元の集合の中での交点数になると複雑になってくる。例えば、平面がある直線に沿って接しているときは、交点数はすくなくとも 2でなければならない．これらの疑問は交点理論で系統的に議論される。

## リーマン面での定義
X をリーマン面とすると、X 上の 2つの閉じた曲線の交点数は、積分の項として単純に定義することができる。全ての X 上の閉じた曲線 c 、つまり、滑らかな函数 {\displaystyle c:S^{1}\to X} を、微分形式 {\displaystyle \eta _{c}} へ、次の式のように X 上の積分で計算可能な c にそった積分として関連付けることができるという適切な性質を持っている。
X 上の任意の閉じた 1-形式 {\displaystyle \alpha } に対して、{\displaystyle \int _{c}\alpha =-\int \int _{X}\alpha \wedge \eta _{c}=(\alpha ,*\eta _{c}),}
ここに、{\displaystyle \wedge } は微分形式のウェッジ積で、{\displaystyle *} はホッジスターとする。すると、X 上の 2つの閉じた曲線 a と b の交点数は、
{\displaystyle a\cdot b:=\int \int _{X}\eta _{a}\wedge \eta _{b}=(\eta _{a},-*\eta _{b})=-\int _{b}\eta _{a}}.
として定義することができる。{\displaystyle \eta _{c}} は次のような定義の直感的な解釈を持つ。この交点数の定義は、c に沿ったディラックのデルタ函数の一種であり、c に沿って 1 から 0 に値を落とす単位ステップ函数の微分することで完了する。さらに形式的には、X 上の閉じた曲線 c に対し函数 fc をアニュラスの形の中に c の周りの小さな帯状領域(strip)を {\displaystyle \Omega } ととることから始める。{\displaystyle \Omega \setminus c} の左の部分と右の部分をそれぞれ、{\displaystyle \Omega ^{+}} 及び {\displaystyle \Omega ^{-}} と名付ける。c の周りのさらに小さい帯状の部分領域 {\displaystyle \Omega _{0}} をとって、左、右の部分をそれぞれ、{\displaystyle \Omega _{0}^{-}} 及び {\displaystyle \Omega _{0}^{+}} として、fc を次により定義する。
{\displaystyle f_{c}(x)={\begin{cases}1,&x\in \Omega _{0}^{-}\\0,&x\in X\setminus \Omega ^{-}\\{\mbox{smooth interpolation}},&x\in \Omega ^{-}\setminus \Omega _{0}^{-}\end{cases}}}.
すると、この定義は任意の閉曲線に対して拡張できる。X 上の全ての閉曲線 c は、いくつかの単純閉曲線 ci が存在し、{\displaystyle \sum _{i=1}^{N}k_{i}c_{i}} とホモロジー同値となる。すなわち、
全ての微分形式 {\displaystyle \omega } に対し、{\displaystyle \int _{c}\omega =\int _{\sum _{i}k_{i}c_{i}}\omega =\sum _{i=1}^{N}k_{i}\int _{c_{i}}\omega }
である。従って、{\displaystyle \eta _{c}} を次により定義する。 
{\displaystyle \eta _{c}=\sum _{i=1}^{N}k_{i}\eta _{c_{i}}}.

## 代数多様体での定義
代数多様体の場合の普通に構成するときの定義は、段階を踏む。以下に与える定義は、非特異多様体 X の上の因子の交点数の定義である。
1. 定義から直接計算することのできる唯一の交点数は、x で一般の位置にある超曲面（X の余次元 1 の部分多様体）の交点の場合である。特に、X を非特異と仮定し、次の関係を満たすような多項式 fi(t1, ..., tn) に対して、x の近傍で局所的に方程式 f1, ..., fn をもつ n 個の超曲面 Z1, ..., Zn をとる。
- {\displaystyle n=\dim _{k}X}.
- 全ての i に対し、{\displaystyle f_{i}(x)=0}（つまり、x は超曲面の交叉である。）
- {\displaystyle \dim _{x}\cap _{i=1}^{n}Z_{i}=0}（つまり、因子は一般の位置にある。）
- x で {\displaystyle f_{i}} は非特異である。

すると、x での交点数は、
{\displaystyle (Z_{1}\cdots Z_{n})_{x}:=\dim _{k}{\mathcal {O}}_{X,x}/(f_{1},\dots ,f_{n})},
で定義される。ここに、{\displaystyle {\mathcal {O}}_{X,x}} は、X の x での局所環であり、次元は k-ベクトル空間としての次元である。このことは、局所環 {\displaystyle k[U]_{{\mathfrak {m}}_{x}}} として計算することができる。ここに、{\displaystyle {\mathfrak {m}}_{x}} は、x でゼロとなる多項式の極大イデアルで、U は x を含み fi の特異点を含まない開アフィン集合である。
2. 一般の位置にある超曲面の交点数は、各々の交点の交点数の和として定義される。
{\displaystyle (Z_{1}\cdots ,Z_{n})=\sum _{x\in \cap _{i}Z_{i}}(Z_{1}\cdots Z_{n})_{x}}
3. 線型性により有効因子へ定義を拡張すると、
{\displaystyle (nZ_{1}\cdots Z_{n})=n(Z_{1}\cdots Z_{n})} であり、{\displaystyle ((Y_{1}+Z_{1})Z_{2}\cdots Z_{n})=(Y_{1}Z_{2}\cdots Z_{n})+(Z_{1}Z_{2}\cdots Z_{n})} となる。
4. 一般の位置にある任意の因子への定義の拡張は、ある有効因子 P と N に対して一意的な表現 D = P - N を持つので、Di = Pi - Ni とおき、
{\displaystyle ((P_{1}-N_{1})P_{2}\cdots P_{n})=(P_{1}P_{2}\cdots P_{n})-(N_{1}P_{2}\cdots P_{n})}
というルールを決めると、（因子と因子との）交点と解釈することができる。
5. 従って、一般の位置にある線型同値因子を見つけることができることを保障する「周の移動補題(Chow's moving lemma)」を使うことにより、交点を持つと解釈できるので、任意の因子にたいする交点数を定義することができる。
この（因子にたいする）交点数の定義は、因子の順番にはよらないことに注意する必要がある。

## さらに一般化された定義
定義をもっと大きく一般化することもできる。例えば、点の代わりに部分多様体にそった交叉へ拡張する、あるいは任意の完備多様体へ拡張するといったことが可能である。
代数トポロジーでは、カップ積(cup product)のポアンカレ双対として、交点数が現れる。特に、2つの多様体 X と Y が多様体 M で横断的に交わっていると、交点のホモロジー類は、X と Y のポアンカレ双対のカップ積 {\displaystyle D_{M}X\smile D_{M}Y} のポアンカレ双対である。

## 平面曲線の交叉多重度
3つ組 (P, Q, p) を K[x, y] の中の多項式のペア P と Q と、K2 の中の点 p とする。この 3つ組に対して、数 Ip(P, Q) を対応させる、以下の性質を満たす対応が一意的に存在し、p での P と Q の交叉多重度と呼ばれる。
1. {\displaystyle I_{p}(P,Q)=I_{p}(Q,P).\,}
2. {\displaystyle I_{p}(P,Q)} が無限大であることと、P と Q が p でゼロとなる共通要素を持つこととは同値
3. {\displaystyle I_{p}(P,Q)} がゼロであることと、P(p) もしくは Q(p) がゼロでない（つまり、点 p はどちらかの曲線には属さない）こととは同値
4. p = (a, b) のとき、{\displaystyle I_{p}(x-a,y-b)=1}
5. {\displaystyle I_{p}(P,Q_{1}Q_{2})=I_{p}(P,Q_{1})+I_{p}(P,Q_{2})}
6. K[x, y] の中の任意の R に対して、{\displaystyle I_{p}(P+QR,Q)=I_{p}(P,Q)}

これらの性質は交叉多重度を完全に特徴付けるが、実際にはいくつかの異なった方法で実現される。
交叉多重度のひとつの実現方法は、べき級数環 K''x'',''y'' のある商空間の次元を通しての実現方法がある。必要ならば、変数変換をすることで、p が (0,0) であることを前提としてよい。今、注目している代数曲線を定義する多項式を P(x, y) と Q(x, y) とする。元の方程式が同次であれば、これらは z = 1 とおくことで得られる。I = (P, Q) を P と Q で生成される K''x'',''y'' のイデアルとすると、交叉多重度は K 上のベクトル空間として K''x'', ''y''/I の次元である。あるいは、冪級数環ではなく局所環
{\displaystyle {\mathcal {O}}_{p}(\mathbb {A} ^{2})=\left\{{\frac {f}{g}}\in K(x,y):g(p)\neq 0\right\}}
を用いてもよい。
別の交叉多重度の実現方法としては、2つの多項式 P と Q の終結式(resultant) から実現する方法がある。p が (0,0) である座標では、曲線は y = 0 以外に交点を持たず、x に関する P の次数は、P の全次数に等しいので、Ip(P, Q) は（P と Q を K[x] 上の多項式と見て） P と Q の終結式を割る y の最高次のべきとして定義することができる。
また、交叉多重度は、曲線を少し摂動したときに存在する異なる交叉の数としても実現できる。より正確には、P と Q が開集合 U の閉包の中で一度だけ交叉する曲線を定義するとすると、K2 の (ε, δ) からなるある稠密な集合に対し、P − ε と Q − δ は、U でちょうどある数 n 回なめらかで横断的に交叉する（つまり、ことなる接する直線をもつ）。Ip(P, Q) = n である。

### 例
x-軸と放物線
{\displaystyle y=x^{2}\ }
の交点を考える。すると、 
{\displaystyle P=y\ }
で 
{\displaystyle Q=y-x^{2}\ }
とすると、
{\displaystyle I_{p}(P,Q)=I_{p}(y,y-x^{2})=I_{p}(y,x^{2})=I_{p}(y,x)+I_{p}(y,x)=1+1=2\,}
となる。このように、交点数は 2 である。これは通常型接線である。

## 自己交点数
計算が最も興味深いものの一つに自己交点数がある。これはナイーブな意味と解釈すべきではない。これの意味は、ある特別な種類の因子の同値類の中で、2つの表現が、互いに一般の位置の中で交叉する。この方法で、自己交点数はうまく定義することができ、しかも負になる。

## 応用
交点数は、部分的には、ベズーの定理を満たす交叉を定義せよという要求に動機を持っている。
交点数は、固定点の研究から発生している。固定点は、対角線をもつ函数のグラフの交叉として、うまく定義することができる。固定点での交叉数の計算は、多重度をもつ固定点を数え、数値的な形をしたレフシェッツ不動点定理を導く。